# Bicolorana kraussi
Bicolorana kraussi is een rechtvleugelig insect uit de familie sabelsprinkhanen (Tettigoniidae). De wetenschappelijke naam van deze soort is voor het eerst geldig gepubliceerd als Platycleis kraussi in 1900 door Padewieth.
De soort komt voor in Italië, Slovenië en Kroatië.